# Mesa del silencio

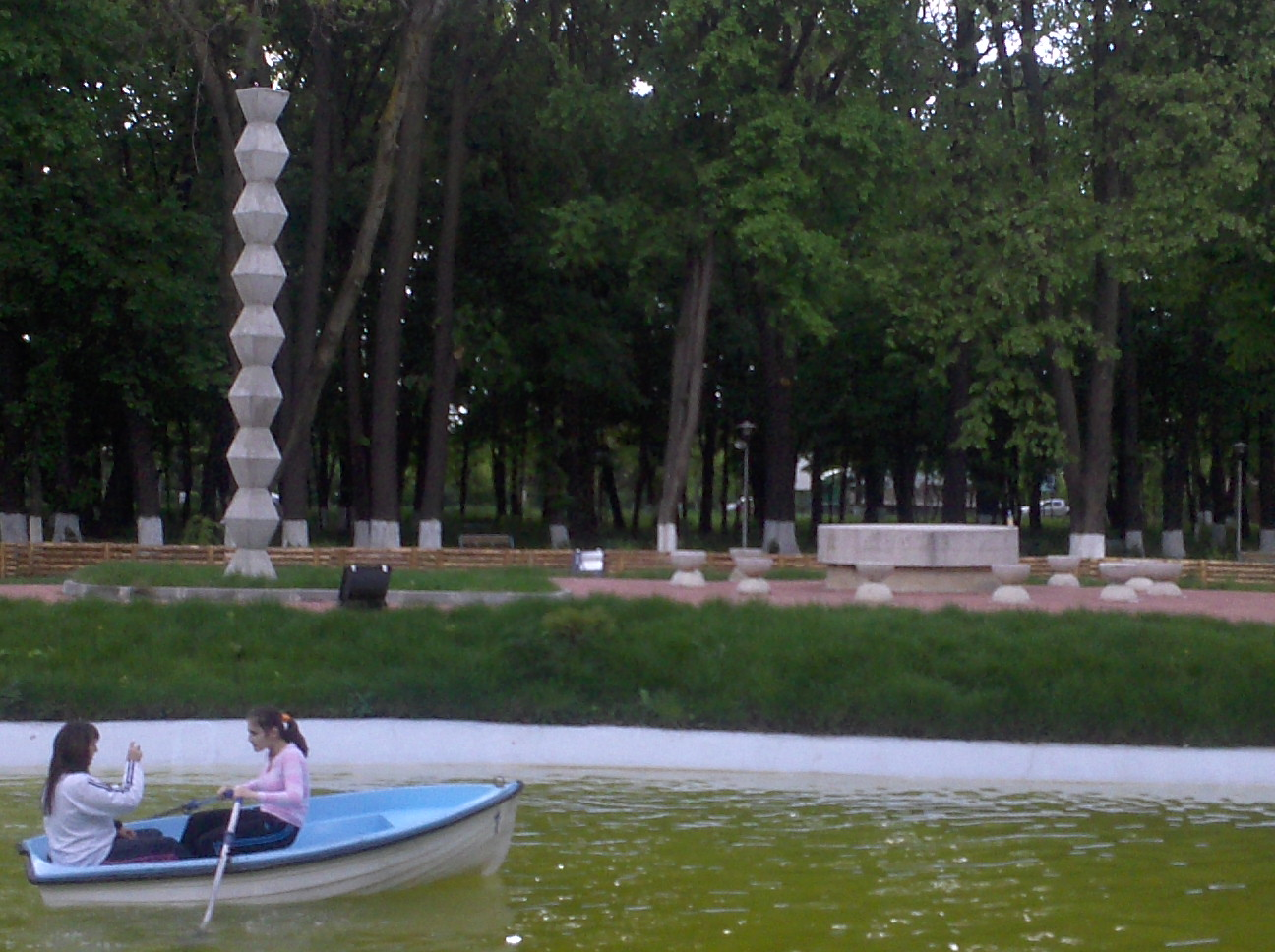
Copia de la Mesa del Silencio al lado de la Columna del infinito en el Parque Municipal de Roman

Mesa del silencio (en rumano Masa tăcerii) es una escultura monumental del escultor rumano Constantin Brâncuşi. La escultura se encuentra en la ciudad rumana de Târgu Jiu en el distrito de Gorj y forma parte junto con la Columna del infinito y la Puerta del beso del Conjunto escultural Constantin Brâncuşi.
Está realizada en tiza y representa la mesa de antes de ir a luchar. El tiempo está simbolizado por las sillas de forma de relojes de arena. Todo surge en silencio.
El Conjunto escultural Constantin Brâncuşi es un homenaje a los héroes caídos en la Primera Guerra Mundial diseñado y construido por Constantin Brâncuşi. Las tres piezas del conjunto están dispuestas en una línea desde el oeste hacia el este con una longitud de 1.275 metros.
- Datos: Q9031865
- Multimedia: The Table of Silence / Q9031865